# Zamarada dione
Zamarada dione là một loài bướm đêm trong họ Geometridae.